# Parodon suborbitalis
Parodon suborbitalis és una espècie de peix de la família dels parodòntids i de l'ordre dels caraciformes.

## Morfologia
- Els mascles poden assolir 12,1 cm de longitud total.[4][5]

## Alimentació
Menja algues i insectes aquàtics.

## Hàbitat
És un peix d'aigua dolça i de clima tropical (23 °C-26 °C).

## Distribució geogràfica
Es troba a Sud-amèrica: conques del riu Orinoco i del llac Maracaibo.